# St. Georg und Martin (Wolferding)
Die römisch-katholische Nebenkirche St. Georg und Martin in Wolferding, einem Stadtteil von Vilsbiburg im niederbayerischen Landkreis Landshut, ist eine spätgotische Saalkirche, die laut einer Inschrift am Chorbogen im Jahr 1498 erbaut wurde. Das Gotteshaus mit den Patrozinien des heiligen Georg (Gedenktag: 23. April) und des heiligen Martin (Gedenktag: 11. November) ist eine Nebenkirche der Pfarrei Mariä Himmelfahrt in Vilsbiburg. Es ist als Baudenkmal mit der Nummer D-2-74-184-116 beim Bayerischen Landesamt für Denkmalpflege eingetragen.

## Architektur

### Außenbau
Der einheitliche, spätgotische Backsteinbau umfasst einen nicht eingezogenen, in etwa geosteten Chor mit zwei Jochen und Schluss in drei Achteckseiten sowie ein Langhaus mit drei Fensterachsen, die unter einem gemeinsamen Satteldach vereinigt sind. An der Südseite des Chores ist der Turm mit der Sakristei in seinem Untergeschoss angebaut. Charakteristisch ist das Sichtziegelmauerwerk, durch das der Außenbau einen besonderen Reiz entfaltet. Er ist bis auf die verputzten und weiß getünchten Fensterlaibungen ungegliedert. Auch die ungegliederte und öffnungslose Westfassade ist verputzt und weiß getüncht. Die Fensteröffnungen sind spitzbogig. Gleiches gilt für das in einer rechteckigen Mauerverstärkung befindliche, am Gewände gestufte und gefaste Portal, das in der westlichen Langhausachse auf der Südseite angeordnet ist.
Der Turm umfasst fünf quadratische Geschosse, die jeweils außen geschossweise leicht verjüngen. Die Geschosstrennung erfolgt durch schwache Wasserschlaggesimse. Das Untergeschoss besitzt auf der Süd- und Ostseite jeweils ein kleines, stichbogiges Fenster mit verputzter Laibung. Im zweiten Geschoss befindet sich auf der Süd- und Westseite jeweils ein kleines Fenster. Das oberste quadratische Geschoss weist allseitige, spitzbogige Schallöffnungen auf. Den oberen Abschluss bildet ein steiles Satteldach.

### Innenraum
Der Chor wird von einem spätgotischen Netzrippengewölbe auf rechteckigen, gefasten Wandpfeilern und ebensolchen, spitzen Schildbögen überspannt. Die birnstabförmigen Rippen entspringen aus einfachen Spitzkonsolen, die teils mit halbrunden Wappenschilden belegt sind. Am Gewölbescheitel befinden sich kleine runde Schlusssteine. Der spitzbogige, beidseits gefaste Chorbogen vermittelt den Übergang zum Schiff. An seiner Laibung befindet sich auf der Nordseite eine Inschrift in gotischen Minuskeln, die auf das Baujahr der Kirche verweist: Davsent · cccc · vnd · in · dem · achtvnd · Neuntzigisten · Jar. Im Langhaus legen gefaste Wandpfeiler (wie im Chor) nahe, dass hier ebenfalls ein Rippengewölbe geplant war. Dieses gelangte nicht zur Ausführung, sodass der Raum seit jeher von einer Flachdecke überspannt ist.
Auf der Südseite des Chors befindet sich der stichbogige Sakristeieingang. Die Sakristei wird von einem Kreuzgewölbe aus der Renaissancezeit überspannt.

## Ausstattung
In der Barockzeit wurde nicht der Bau an sich, wohl aber die Innenausstattung dem Zeitgeschmack angepasst. Die Stücke sind größtenteils erhalten.
Der Hochaltar ist auf der Rückseite mit der Jahreszahl 1666 bezeichnet. Er umfasst zwei gewundene, weinlaubumrankte Säulen und ein Altarblatt aus dem Jahr 1900. Unter Voluten sind zwei spätgotische Seitenfiguren der Kirchenpatrone Georg (als Drachentöter) und Martin angeordnet. Der nördliche Seitenaltar stimmt stilistisch in wesentlichen Punkten mit dem Hochaltar überein. Allerdings wurde hier auf Voluten und Seitenfiguren verzichtet. Das Altarblatt, auf dem die Heiligen Florian und Barbara dargestellt sind, stammt noch aus der Erbauungszeit der Kirche.
Erwähnenswert sind außerdem vier einfache, aber formal eindrucksvolle Betstühle zu je vier Stallen, die wohl in der zweiten Hälfte des 16. Jahrhunderts geschaffen wurden. Ein volkstümliches Ölgemälde auf Leinwand, das die vierzehn Nothelfer darstellt und mit der Jahreszahl 1773 bezeichnet ist, rundet die Kirchenausstattung ab.